# 菲律賓侏啄木
屬於啄木鸟科姬啄木屬。該鳥在邦板牙語的稱作「Anluage」 。

## 描述
菲律賓侏啄木，依性別區分為兩組：第1組，其背部中央條紋為黑褐色及白色相間，頸部為白色並帶有黑色斑點或條紋，下體其餘部分則呈現黑白條紋。；第二組及「leytensis」，其背部具有明顯的黑白色條紋，頸部為白色，上胸亦為白色並帶有黑色斑點，下體可能存在少量條紋，但背部白色斑紋面積大於下體及臀部斑紋。雄性頸冠呈紅色。頸部較小，呈白色，胸部為黃色，有淡棕色條紋和淺黃色條紋。

## 分类学
先前此分類曾包含蘇祿侏儒啄木鳥（Y. ramsayi），現已確認為獨立物種。此二物種與蘇拉威西啄木鳥（Y. temminckii）共同組成複合種。一部分分类学权威将該鳥归入啄木鳥屬或三趾啄木鳥属。

## 栖息地
該鸟為菲律賓特有種之一。其栖息地包括了常綠闊葉林以及山地闊葉林。

## 外部連結
- 维基共享资源上的相關多媒體資源：菲律賓侏啄木
- 維基物種上的相關：菲律賓侏啄木